# エヴリバディ ジャム (アルバム)
スキャットマンII（原題：Everybody Jam! 、エヴリバディ ジャム!）とはスキャットマン・ジョンのセカンドアルバムである。
このアルバムは、『スキャットマンズ・ワールド』のコンセプトを引き継ぎながらも、更に音楽性を発展させている。
日本での人気が高かった事から、日本で発売する際には、5曲のボーナストラックが追加された。日本での売上は1997年5月時点で40万枚。
このアルバムは以前に発売された二つのシングルを収録している。
「Every bady jam!」は彼の尊敬するルイ・アームストロングをリファインした曲であり、サンプリングによる掛け合いや、間奏に彼の演奏を盛り込むなど、本来なら既に死去しているため実現不能なルイとの競演というスキャットマンの長年の夢が叶えられている。 そして「Let It Go」はバックグラウンドにサックスを用いるなど「スキャットマン (Ski-Ba-Bop-Ba-Dop-Bop)」に似た構成の曲であるが、内容は同曲へのアンチテーゼとも取れるものである（決して身を引いてはいけない→降参は勝利、気が狂うよりずっとまし等）。この二つのシングルはどちらも大ヒットした。しかし、日本ではCM曲である「プリプリ・スキャット」 と「SU SU SU SUPER キ・レ・イ」の二曲の方が成功を収める結果となった。
「The Invisible Man」はQueenの楽曲のカバーであるが、原曲には無い様々な要素を加えたアレンジとなっており、吃音者ゆえに周りの世界から疎外された事を思うと考えさせられる選曲である。
このアルバムの中で日本国外で最も人気のある曲は「U-Turn」であり、「Hey You」の別バージョンにあたる。
この曲はスキャットマンの曲の中でも歌詞が重く、吃音を紛らわす為に行っていた現実逃避がエスカレートして行き、遂には家を無くし、子供を見捨てる（離婚する）に至る43歳までの人生を歌っている。
因みに同じように別バージョンがある楽曲として「Song of Scatland」がある。  

## 収録曲
1. "Stop the Rain"  – 4:06
2. "Every bady jam!"  – 3:31
3. "The Invisible Man"  – 3:26
4. "Let It Go"  – 3:47
5. "Message to You" – 3:36
6. "(I Want To) Be Someone"  – 3:17
7. "Scatmusic"  – 3:57
8. "Shut Your Mouth and Open Your Mind"  – 3:54
9. "(We Got To Learn To) Live Together"  – 3:52
10. "Ballad of Love"  – 3:42
11. "People of the Generation"  – 3:44
12. "Lebanon"  – 3:34
13. "U-Turn"  – 3:47
14. "Everybody Jam!" [Club Jam]  – 5:41
日本版ボーナストラック:
15. "Paa Pee Poo Pae Po"  – 3:50
16. "I'm Free"  – 3:37
17. "Jazzology"  – 3:53
18. "Pripri Scat" [Radio Edit]  – 3:16
19. "Su Su Su Super Ki Re i" [Radio Edit]  – 3:56

## リンク
Everybody Jam! - Allmusic